# Sébastien Bosquet
Pour les articles homonymes, voir Bosquet (homonymie).
Sébastien Bosquet, né le 24 février 1979 à Dunkerque, est un joueur français de handball, évoluant au poste d'arrière droit. Il est notamment double champion du monde (2009 et 2011) et double champion d'Europe (2006 et 2010).

## Biographie
Natif de Dunkerque, Sébastien Bosquet est formé à Dunkerque où il signe son contrat professionnel. Élu meilleur arrière droit du Championnat de France en 2001, il figure ainsi parmi les meilleurs à son poste. Sélectionné pour la première fois en équipe de France en juin 2002, il signe en 2003 un contrat de trois avec le grand club français de Montpellier HB qui vient de remporter la Ligue des champions. 
Souvent blessé, il ne bénéfice pas d'un temps de jeu énorme avec la concurrence de Sobhi Sioud et quitte donc le club héraultais après deux saisons ponctuées de deux championnats, d'une Coupe de France et de deux Coupes de la Ligue. En 2005, annoncé un temps au Chambéry Savoie Handball, il décide finalement de retourner à Dunkerque avec pour objectif de gagner des trophées avec son club formateur. 
Ce choix s'avère payant car il réalise une saison pleine, terminant meilleur buteur du championnat avec 180 buts. De plus, de bons matchs de préparation avec l'équipe de France semblent lui offrir une place de titulaire au poste d'arrière droit pour sa première grande compétition internationale, le Championnat d'Europe 2006 en Suisse. Mais, après un match raté contre l'Espagne en poule, il perd sa place de titulaire et ne marque finalement que 8 buts sur 22 tentatives pour un total d'une heure de jeu. Il remporte toutefois le premier titre de Champion d'Europe de l'équipe de France.
Toujours performant en Championnat de France, il est deux nouvelles fois élu meilleur arrière droit du championnat en 2007 et 2009 et accumule les sélections en équipe de France puisqu'il remporte deux titres de champion du monde en 2009 et 2011 entrecoupés d'un nouveau titre de Champion d'Europe en 2010, mais n'est pas des aventures olympiques en 2008, 2012.
Avec Dunkerque, il contribue aux premiers titres remportées par le club : la coupe de France 2011, le Trophée des champions 2012 et la Coupe de la Ligue 2013. En conflit avec son club, il voit des tribunes son club atteindre la deuxième place en championnat. À l'intersaison, il signe un contrat de deux ans à Tremblay-en-France. Après deux saisons dans le club francilien, il met un terme à sa carrière.
Après deux saisons d'interruption, il signe en 2017 un contrat, avec son ancien coéquipier de l'USDK Mohamed Mokrani, au Handball Hazebrouck 71 club promu en Nationale 1.
Le vendredi 12 janvier 2024, le Reims Champagne Handball annonce son arrivée comme entraineur de l'équipe qui évolue en Nationale 1 féminine.

## Palmarès

### Club
- Vainqueur du Championnat de France (2) : 2004, 2005
- Vainqueur de la Coupe de France (2) : 2005, 2011
- Vainqueur de la Coupe de la Ligue (3) : 2004, 2005, 2013
- Vainqueur du Trophée des champions (1) : 2012

### Sélection nationale
- Première sélection le 2 juin 2002 face à la sélection catalane

Championnat du monde
- 4e place au Championnat du monde 2007 en  Allemagne
- Médaillé d'or au Championnat du monde 2009 en  Croatie
- Médaillé d'or au Championnat du monde 2011 en  Suède
- 6e place au Championnat du monde 2013 en  Espagne

Championnat d'Europe
- Médaille d'or en Championnat d'Europe 2006 en  Suisse
- Médaille d'or au Championnat d'Europe 2010 en  Autriche

### Récompenses individuelles
- Élu meilleur arrière droit du Championnat de France (3) : 2001, 2007 et 2009
- Meilleur buteur du Championnat de France (1) : 2006 (180 buts)